# Niquinohomo
Niquinohomo – miasto i gmina w południowo-zachodniej Nikaragui, w departamencie Masaya. W 2005 roku gmina liczyła ok. 14,847 tys. mieszkańców.

## Geografia
Gmina Niquinohomo graniczy od północy z gminą Masaya. Siedziba gminy (miasto Niquinohomo) położona jest ok. 40 km na południowy wschód od miasta Managua.